# BlackBerry Enterprise Service
BlackBerry Enterprise Service（ブラックベリーエンタープライズサービス）は、カナダのブラックベリーが提供するスマートフォン・BlackBerryの企業向けサービス。
BlackBerryサービス全般は「BlackBerry」を参照

## 概要
BlackBerry端末で、企業が設置するGroupWiseやLotus Notes・Microsoft Exchange Serverのメールの送受信、PIM（アドレス帳、スケジューラー、Todo、ドキュメント等）との同期を図ることができる。ユーザー側は特に端末をさわらなくても、プッシュ型電子メールでメールが着信したり、スケジュールが更新される。クライアント側で接続する際の細かい設定を行う必要なく、セキュアな社内アクセスができるため、欧米の多くの企業、官公庁で利用されている。これらの仕組みを構築するためにはBlackBerry Enterprise Server (BES) というミドルウェアを設置する。企業のメールがPush Email着信することや、通信のセキュリティーの高さから、海外では多くの企業や政府機関などが利用している。
サーバからはITポリシーといわれる条件を端末にリモートで割り当てることができる。
BlackBerry Enterprise Server (BES) としての開発は停止されているが、2015年9月に買収したグッド・テクノロジー社の同機能製品を統合し、2016年12月よりBlackBerry Unified Endpoint Management (BlackBerry UEM) と改称して開発・提供が継続されている。

### 日本での展開
日本では2006年9月よりBlackBerry Enterprise Server及びBlackBerry端末 (8707h) の提供がNTTドコモより開始されている。発売当初は端末もサーバも英語版だけであったが、現在は双方とも日本語版が提供されている。
2015年9月7日、同業の法人向けモバイル管理大手グッド・テクノロジー社の買収合意を発表。NTTドコモはBlackBerryブランドとしてグッド・テクノロジー社のモバイル端末管理ソリューションの販売を継続している。
2015年11月30日をもって旧BlackBerry Enterprise Serverについては新規受付を終了し、2017年3月31日限りでサービスを終了する予定である。
2016年7月27日、日本で法人向けソフトウェア事業の再開を発表している。

#### 日本語対応バージョン
- 4.1.4J
- 4.1.6
- 4.1.7
- 5.0.1
- 5.0.2

| 日本語版動作確認環境         | 日本語版動作確認環境 | 日本語版動作確認環境                                                                      |
| 項目                         | 要件                 | 対応バージョン                                                                            |
| ---------------------------- | -------------------- | ----------------------------------------------------------------------------------------- |
| BlackBerry Enterprise Server | OS                   | Microsoft Windows Server 2003 SP2（日本語版） Microsoft Windows Server 2008（日本語版）   |
| Microsoft Exchange           | OS                   | Microsoft Windows Server 2003 SP2（日本語版） Microsoft Windows Server 2008（日本語版）   |
| Microsoft Exchange           | グループウェア       | - Microsoft Exchange Server 2003（日本語版） - Microsoft Exchange Server 2007（日本語版） |
| IBM Notes Domino             | OS                   | Microsoft Windows Server 2003 SP2 （日本語版） Microsoft Windows Server 2008（日本語版）  |
| IBM Notes Domino             | グループウェア       | - IBM Lotus Domino 7.0.1(日本語パック) - IBM Lotus Domino 7.0.3(日本語パック)             |

#### BlackBerry Internet Service
BlackBerry Enterprise Serviceは、Microsoft Exchange ServerやLotus Domino導入企業向けのソリューションであるが、中小企業、個人向けサービスとしてPOP、IMAPメールのプッシュメール送受信が特徴のBlackBerry Internet Service (BIS) も2008年8月より日本でも利用可能となった。

#### BlackBerry Dual Service
更にBlackBerry Enterprise ServiceとBlackBerry Internet Serviceが1台の端末で両方使えるサービスであるBlackBerry Dual Serviceも2008年9月より開始されている。

## BlackBerry Enterprise Server
このサービスを利用するためにはBlackBerry Enterprise Server (BES) というミドルウェアをExchange ServerやLotus Domino等グループウェアサーバと同じセグメント上に設置する必要がある。BlackBerry Enterprise Serverは各グループウェアサーバと常に同期をとり、各クライアントであるBlackBerry端末にメールの配信、スケジュール等のPIMの同期をおこなう。BlackBerry Enterprise Serverはメールの配信、PIMの同期、のほかにデータベースとの同期、添付ファイルの保存等、機能ごとに付加分散させることもできる。2008年9月時点での最新バージョンはｖ4.1.6で60日間のトライアル版がある。

### サーバ・クライアント間の通信
BlackBerry Enterprise ServerとBlackBerry端末の間インターネットや、各通信キャリアのパケット網を経由するが3DESやAESでの暗号化通信をかけて通信を行うためセキュアな通信を行うことができる。
通信経路
BlackBerry端末⇔（パケット網）⇔通信キャリア⇔（専用線等）⇔ブラックベリー⇔（インターネット）⇔BES⇔（LAN「mapi等」）⇔グループウェアサーバ

### アクティベーション
BlackBerry端末からBlackBerry Enterprise Serverを経由してグループウェアへのアクセス、メールの送受信をおこなうには、BlackBerry端末側でアクティベーション（端末のアクティブ化）を行う必要がある。これはBESの管理者がクライアントのメールアドレスに紐づいたパスワードを発行し、端末にそのメールアドレスとパスワードを入力することによりアクティベーションを行う。アクティベーションは無線を使って行う方法と、サーバと直接USBケーブルと接続する方法、サーバーと同一ネットワーク内のPCとBlackBerry端末をUSBで接続する方法の3パターンがある。クライアント端末はアクティベーションを実行するだけで、自動的にBlackBerry Enterprise Serverにアクセスし、メールの送受信やPIMの同期ができるようになる。

## 特徴

### メールの送受信
Lotus NotesやMicrosoft Exchange Serverのメールの送受信が可能。メールがメールサーバに着信すると、BlackBerry Enterprise ServerがBlackBerry端末にメールをプッシュで配信する。またBlackBerry端末でメールを送信すると、送信の履歴がLotus Notes、Microsoft Exchange Serverのメールクライアントにも残る。メールの添付ファイルは一度BESの側に蓄積され、BlackBerry端末から要求があった際に送信する。送信する際も、[添付ファイルのページ毎に送信することも可能である。メールの添付ファイルはWord、Excel、PDF、PowerPoint、JPEG、tiff、png、gif、bmp等の閲覧が可能で、機種によってはDocuments To Goというアプリケーションを利用してWord、Excelの編集も可能である。

### PIM同期
Lotus NotesやMicrosoft Exchange Serverのアドレス帳、スケジューラー、ToDo、ドキュメントとの同期を行うことができる。BlackBerry端末から、グループ内の人の会議招集を実施することも可能。同期を取る際リモートだけでなく、クライアントPCとUSBケーブルを利用して同期をとることも可能である。

### ITポリシー
サーバー側からBlackBerry端末に対し、端末毎、グループ毎に機能を制限することができる。（SMSを使わせない、通話をさせない、サードパーティーアプリをインストールさせない等）

### セキュリティー
暗号化
BESか端末までの通信は3DES、AES等で暗号化をかけており、その通信を傍受することは、現状不可能とされている。
遠隔制御
BlackBerry端末を紛失した際など、BlackBerry Enterprise Server (BES) から遠隔で端末の通信をとめたり、リモートワイプという、端末の遠隔での初期化を実施することができる。

## BlackBerry Enterprise Server Express
BlackBerry Enterprise Server Express は2010年8月にRIMから提供されたBlackBerry Enterprise Serverが無料で利用できるアプリケーションとなる。日本語にも対応している。
無料であるため、有料版にくらべある程度の制限があるが基本的な機能は同とである。また2010年8月時点ではMicrosoft Exchange ServerとMicrosoft Small Business Serverでのみの利用に限られていたが、2010年11月からはLotus Domino版の提供も開始された。
制限として、利用人数が専用サーバでは 2000人強、またはプライマリメールサーバ2では75名までとなる。
冗長化構成がとれない（もともと4.1.7以前でもとれない）、ITポリシーが75種類に制限される。